# Aeródromo Queilén
El Aeródromo Queilén (OACI: SCQX), es un terminal aéreo ubicado junto a la localidad de Queilén, Provincia de Chiloé, Región de Los Lagos, Chile. Este aeródromo es de carácter público.